# Progressione del record italiano della staffetta 4×100 metri maschile
La voce seguente illustra la progressione del record italiano della staffetta 4×100 metri maschile di atletica leggera.
Il primo record italiano maschile di questa disciplina venne ratificato il 19 settembre 1921.

## Progressione
| Tempo                      | Squadra                               | Atleti                                                               | Luogo             | Data              | Note |
| -------------------------- | ------------------------------------- | -------------------------------------------------------------------- | ----------------- | ----------------- | ---- |
| 46"3/5                     | Sport Club Italia                     | Angelo Vigani Angelo Scuri Giovanni Orlandi Ernesto Bonacina         | Bologna           | 19 settembre 1921 |      |
| 44"4/5                     | Sport Club Italia                     | Giovanni Tosi Bolgiani Giovanni Orlandi Angelo Scuri                 | Busto Arsizio     | 2 luglio 1922     |      |
| 44"4/5                     | Gruppo Sportivo Fascio Giovanni Grion | Vittorio Zucca Giuseppe Prazan Renato Calusa Alfredo Baciak          | Milano            | 23 settembre 1922 |      |
| 44"4/5                     | Sport Club Italia                     | Angelo Scuri Enrico Grimoldi Mario Ferrari Ernesto Bonacina          | Milano            | 23 settembre 1922 |      |
| 44"4/5                     | Squadra nazionale                     | n/d                                                                  | Parigi            | 6 maggio 1923     |      |
| 44"1/5                     | La Fenice Venezia                     | Antonio Prior Arturo Nespoli Carlo Mereu Aldo Colussi                | Bologna           | 23 giugno 1923    |      |
| 43"3/5                     | Squadra nazionale                     | Vittorio Zucca Enrico Torre Ernesto Bonacina Giovanni Frangipane     | Milano            | 8 giugno 1924     |      |
| 43"2/5                     | Squadra nazionale                     | Vittorio Zucca Pietro Pastorino Ernesto Bonacina Enrico Torre        | Busto Arsizio     | 29 giugno 1924    |      |
| 42"9                       | Squadra nazionale                     | Pietro Pastorino Enrico Torre Ernesto Bonacina Giovanni Frangipane   | Colombes          | 12 luglio 1924    |      |
| 42"2/5                     | Squadra nazionale                     | Enrico Torre Ruggero Maregatti Ernesto Bonacina Edgardo Toetti       | Colombes          | 10 giugno 1928    |      |
| 41"7                       | Squadra nazionale                     | Vasco Lucci Gabriele Salviati Ruggero Maregatti Edgardo Toetti       | Colombes          | 13 luglio 1930    |      |
| 41"3/5                     | Squadra nazionale                     | Giuseppe Castelli Gabriele Salviati Ruggero Maregatti Edgardo Toetti | Firenze           | 12 giugno 1932    |      |
| 41"0                       | Squadra nazionale                     | Giuseppe Castelli Gabriele Salviati Ruggero Maregatti Edgardo Toetti | Firenze           | 12 giugno 1932    |      |
| 40"8                       | Squadra nazionale                     | Edoardo Daelli Amelio Monacci Tullio Gonnelli Orazio Mariani         | Berlino           | 29 luglio 1939    |      |
| 40"6                       | Squadra nazionale                     | Michele Tito Guido Gritti Edoardo Daelli Tullio Gonnelli             | Torino            | 14 settembre 1940 |      |
| 40"1                       | Squadra nazionale                     | Luigi Gnocchi Vincenzo Lombardo Giovanni Ghiselli Franco Galbiati    | Firenze           | 13 ottobre 1956   |      |
| 40"0                       | Squadra nazionale                     | Armando Sardi Pier Giorgio Cazzola Salvatore Giannone Livio Berruti  | Roma              | 7 settembre 1960  |      |
| 39"8                       | Squadra nazionale                     | Livio Berruti Ennio Preatoni Armando Sardi Sergio Ottolina           | Saarbrücken       | 20 giugno 1964    |      |
| 39"3                       | Squadra nazionale                     | Livio Berruti Ennio Preatoni Sergio Ottolina Pasquale Giannattasio   | Annecy            | 18 luglio 1964    |      |
| 39"3                       | Squadra nazionale                     | Sergio Ottolina Ennio Preatoni Ippolito Giani Livio Berruti          | Città del Messico | 27 settembre 1968 | a    |
| 39"2                       | Squadra nazionale                     | Sergio Ottolina Ennio Preatoni Ippolito Giani Livio Berruti          | Città del Messico | 4 ottobre 1968    | a    |
| 39"2                       | Squadra nazionale                     | Sergio Ottolina Ennio Preatoni Angelo Sguazzero Livio Berruti        | Città del Messico | 20 ottobre 1968   | a    |
| 39"2                       | Squadra nazionale                     | Vincenzo Guerini Ennio Preatoni Luigi Benedetti Pietro Mennea        | Praga             | 21 giugno 1972    |      |
| 39"0                       | Squadra nazionale                     | Vincenzo Guerini Ennio Preatoni Luigi Benedetti Pietro Mennea        | Firenze           | 1º luglio 1972    |      |
| 39"0                       | Squadra nazionale                     | Vincenzo Guerini Alfredo Maccacaro Luigi Benedetti Pietro Mennea     | Oslo              | 4 agosto 1973     |      |
| 39"0                       | Squadra nazionale                     | Vincenzo Guerini Norberto Oliosi Luigi Benedetti Pietro Mennea       | Formia            | 25 agosto 1974    |      |
| Cronometraggio elettronico |                                       |                                                                      |                   |                   |      |
| 39"22                      | Squadra nazionale                     | Sergio Ottolina Ennio Preatoni Angelo Sguazzero Livio Berruti        | Città del Messico | 20 ottobre 1968   | a    |
| 38"88                      | Squadra nazionale                     | Vincenzo Guerini Norberto Oliosi Luigi Benedetti Pietro Mennea       | Roma              | 8 settembre 1974  |      |
| 38"73                      | Squadra nazionale                     | Gianfranco Lazzer Luciano Caravani Mauro Zuliani Pietro Mennea       | Torino            | 4 agosto 1979     |      |
| 38"55                      | Squadra nazionale                     | Gianfranco Lazzer Luciano Caravani Giovanni Grazioli Pietro Mennea   | Città del Messico | 12 settembre 1979 | a    |
| 38"42                      | Squadra nazionale                     | Gianfranco Lazzer Luciano Caravani Giovanni Grazioli Pietro Mennea   | Città del Messico | 13 settembre 1979 | a    |
| 38"37                      | Squadra nazionale                     | Stefano Tilli Carlo Simionato Pierfrancesco Pavoni Pietro Mennea     | Helsinki          | 10 agosto 1983    |      |
| 38"17                      | Squadra nazionale                     | Roberto Donati Simone Collio Emanuele Di Gregorio Maurizio Checcucci | Barcellona        | 1º agosto 2010    |      |
| 38"11                      | Squadra nazionale                     | Federico Cattaneo Marcell Jacobs Davide Manenti Filippo Tortu        | Doha              | 4 ottobre 2019    |      |
| 37"95                      | Squadra nazionale                     | Lorenzo Patta Marcell Jacobs Fausto Desalu Filippo Tortu             | Tokyo             | 5 agosto 2021     |      |
| 37"50                      | Squadra nazionale                     | Lorenzo Patta Marcell Jacobs Fausto Desalu Filippo Tortu             | Tokyo             | 6 agosto 2021     |      |